# ماراشونی
ماراشونی روستایی در استان ریفت والی، کنیا می‌باشد.